# Silene viscariopsis
Silene viscariopsis là loài thực vật có hoa thuộc họ Cẩm chướng. Loài này được Bornm. miêu tả khoa học đầu tiên năm 1921.